# Mellen (Wisconsin)
Mellen è una città degli Stati Uniti d'America, situata in Wisconsin, nella contea di Ashland.